# Aydıncık
Aydıncık és un districte de la província de Mersin, a Turquia. En el passat dugué el nom de Celenderis (en grec Kelenderis) i fou una ciutat de Pamfília a la costa, propera al límit amb Cilícia. Tradicionalment, se la suposa fundada pels fenicis i més tard ocupada per grecs de Samos. Tenia un temple a Juno a la riba del riu Is. Fou capital de la comarca anomenada Celenderitis. De l'antiga ciutat només resten ruïnes de l'època romana, però s'han trobat monedes dels selèucides amb la inscripció Kelenderiton.

## Història
Aydıncık és el lloc de l'antic Celenderis grec, un port i una fortalesa a l'antiga Cilícia i més tard a Isàuria. Va ser un dels millors ports d'aquesta costa en l'antiguitat i també una posició defensiva molt forta. Artemidor, juntament amb altres geògrafs, va considerar aquest lloc com l'inici de Cilícia. Devia haver-hi assentaments anteriors que es remunten als hitites i assiris, però fins ara no s'ha descobert cap evidència.
Segons la llegenda, la ciutat va ser fundada per Sandocus, un net de Faetont, que va emigrar aquí des de Síria. Es va casar amb Pharnace, la princesa d’Híria. El seu fill Cínires va fundar Pafos. Els historiadors van informar que la ciutat era efectivament un assentament fenici, més tard ampliat per una colònia jònica de Samos. Les excavacions realitzades des de l'any 1986 han revelat troballes que es remunten al segle viii aC quan van arribar els samis.
La ciutat va prosperar durant els segles IV i V aC. Va ser una parada a les vies de navegació entre el mar Egeu a l'oest, Xipre al sud i Síria a l'est. Als anys 450 aC les flotes d'Atenes van passar pel seu camí per donar suport a les rebel·lions contra l'Imperi aquemènida a Xipre i Egipte. Durant aquest període Celenderis es va convertir en la ciutat més oriental per rendir homenatge a la Lliga de Delos dirigida pels atenesos. Els pagaments només es van fer des del 460 aC fins al 454 aC abans que Atenes abandonés les dues campanyes i acceptés un acord de pau que deixava Celenderis al Regne de Cilícia, aliat dels aquemènides.
Durant l'època hel·lenística (segle I aC) Celenderis es trobava en una coalició política amb el regne de Ptolemeu d'Egipte, i es va enfrontar a greus dificultats a causa de la pirateria. Aquest problema va persistir fins que l'Antiga Roma va prendre accions militars contra els pirates, i Celenderis va gaudir d'un segon període de riquesa quan els romans van assegurar les rutes comercials del Mediterrani. Van construir una ciutat al voltant del port amb viles, palaus, aigües i banys. Durant l'edat mitjana, la grandesa va persistir ja que la ciutat estava controlada per l'Imperi Romà d'Orient, i al segle XI els armenis.
El 1228, el castell de Celenderis va ser capturat als armenis pels Karamànides Beylik i la costa va ser poblada pels turcs. El nom de la ciutat va mutar a Gilindere i va continuar sent un port important entre Anatòlia i Xipre fins a principis del segle xx. Va ser rebatejat com a Aydıncık el 1965.